# Сачерно (Болоња)
Сачерно (итал. Sacerno) је насеље у Италији у округу Болоња, региону Емилија-Ромања.
Према процени из 2011. у насељу је живело 73 становника. Насеље се налази на надморској висини од 36 м.